# بلطة بوعوان
بلطة بوعوان إحدى مدن الجمهورية التونسية، تقع في ولاية جندوبة.

### مواضيع ذات علاقة
- ولاية جندوبة.